# جائزة بريطانيا الكبرى للدراجات النارية 2005
جائزة بريطانيا الكبرى للدراجات النارية 2005 هو سباق دراجات نارية أقيم بتاريخ 24 يوليو 2005 في دونينجتون بارك. كان الجولة التاسعة من أصل 17 في سباق الجائزة الكبرى للدراجات النارية موسم 2005. فاز الإيطالي فالنتينو روسي بفئة الموتو جي بي بينما جاء الأمريكي كيني روبرتس جونيور في المركز الثاني وحصل على المركز الثالث البرازيلي أليكس باروس.

## وصلات خارجية
- الموقع الرسمي